# Rosebud AI
Rosebud AI — американский ИТ-стартап по разработке платформы на базе искусственного интеллекта для создания компьютерных игр. Штаб-квартира находится в Сан-Франциско, Калифорния. В 2024 году вошёл в рейтинг крупнейших компаний в области искусственного интеллекта «AI 50», составленный журналом Forbes.
Пользователи загружают на платформу созданные ими в текстовом формате описания желаемой игры. ИИ обрабатывает и интерпретирует полученный материал, затем самостоятельно генерирует всё необходимое, включая графику, персонажей, окружающий мир.

## История
Стартап запустила в 2019 году в Сан-Франциско Лиша Ли, выпускница Калифорнийского университета в Беркли, доктор наук в области машинного обучения.
В январе 2022 года Rosebud получила первичное финансирование от венчурных инвесторов и привлекла в общей сложности 9,9 миллиона долларов.
В середине 2024 года завершился этап бета-тестирования и компания открыла пользователям ограниченный доступ к ресурсу для дальнейшей шлифовки технологии.

## Функционал
Основное преимущество платформы — способность преобразовывать текстовые описания в игровой код. Ещё одна функция — PixelVibe, генератор игровых ресурсов на основе ИИ, позволяющий сторонним разработчикам работать над дизайном своих игр без привлечения профессионалов. Генератор помогает создавать спрайты персонажей, реквизит, одежду, окружающую среду, анимировать иконки и аватары, использовать аудио-, видео- и текстовые материалы.
Платформа доступна на iOS, Android и в качестве Pro-приложения, что делает её доступной на различных устройствах.
Ключевые особенности:
- ИИ неигровых персонажей: интегрированный искусственный интеллект для создания неигровых персонажей (NPC), которые способны динамически взаимодействовать с игроками, повышая качество игрового процесса.
- Конструктор заставок: позволяет сценаристам и геймдизайнерам создавать игровые заставки (видеоролики) с помощью ИИ.
- RPG maker: позволяет пользователям включать в игры настраиваемые элементы, использующие ИИ для упрощения создания программного кода.
- Интерактивный конструктор сценариев: позволяет разработчикам создавать с помощью ИИ интерактивные истории, в которых выбор влияет на сюжет и результаты игры, добиваться вариативности в диалогах и историях.

## Руководство
Должность генерального директора занимает основательница компании Лиша Ли.

## Статистика
В апреле 2024 года трафик платформы превысил планку в 100 тыс. уникальных посетителей в месяц, в мае посещаемость снизилась до 77,2 тыс., далее снова начала расти и достигла своего пика в декабре 2024 года (318 тыс. посещений). В январе 2025 года трафик упал на 20,1 %, составив 254 тыс. посещений.